# Remetehegy
Remetehegy Budapest városrésze volt a III. kerületben. Névadója a 351 méter magas Remete-hegy.

## Fekvése
Határai: Fekete salak utca a II. és a III. kerület közigazgatási határától – Barlang ösvény  – Királylaki út – Máramaros út – Perényi út – Bécsi út – Doberdó út a Mikovinyi utcáig nyugatnak futó lépcsőig – Mikovinyi utca – Remetehegyi út – Nyereg utca – Hegyoldal utca – a II. és a III. kerület közigazgatási határa a Fekete salak utcáig.

## Története
Neve onnan ered, hogy 1699-ben Prosperus ágostonrendi szerzetes bejelentette a helyi hatóságoknak, hogy a Zichy-családtól remetelak létesítésére kapott engedélyt, amit itt épített meg.
A Fővárosi Közgyűlés 2012. december 12-én Óbuda hegyvidéke néven összevonta az addig különálló Mátyáshegy, Táborhegy és Testvérhegy városrészekkel, utóbbiról leválasztva Harsánylejtőt, ami önálló városrésszé vált.